# Thượng Germania
Thượng Germania là một tỉnh hành chính của Đế chế La-mã cổ đại, nằm ở phía nam và có địa hình cao hơn tỉnh Hạ Germania. Tỉnh Thượng Germania bao gồm khu vực phía tây Thụy Sĩ, một phần dãy núi Jura và vùng Grand Est ở Pháp, và phần tây nam CHLB Đức. Các thành phố quan trọng của tỉnh bao gồm Besontio (tỉnh lị Besançon), Argentoratum (thành phố Strasbourg), Aquae Mattiacae (thành phố Wiesbaden) và thủ phủ Moguntiacum (thành phố Mainz). Thượng Germania thời đó bao gồm miền trung đồng bằng sông Rhine, giáp tuyến biên giới vùng Germania (Limes Germanicus), và phần thuộc vùng núi Alps của tỉnh Raetia kéo dài xuống phía đông nam.